# 岡安夏菜
岡安 夏菜（おかやす なつな、1992年7月29日 - ）は神奈川県出身、フロスツゥー所属のタレント。青山学院大学卒業。

## 人物
- 趣味：サッカー観戦。
- 特技：クラシックバレエ。
- 小林涼子、宇野綾菜と、恋するブランド「LOVE SIGN」をプロデュースしていた。

## 出演

### テレビ
- 猿ロックEpisode3（2009年8月27日、日本テレビ）

### 舞台
- 聖ルドビコ学園2008『学園迷宮』（2008年8月27日 - 8月31日、サンモールスタジオ）園田未来 役

### CM
- 進研ゼミ「中学講座」（2007年6月、CM・STILL）
- おやつカンパニー「歌～新体操～」篇（2007年9月）
- earth music&ecology（2008年10月）
- 東京ディズニーリゾート「25thクリスマス」（2008年11月）
- スチール
  - マンションアイランドクルーズ「シアワセ川咲」（2007年10月、STILL・web・ムービー）
  - au by KDDI「ハッピー割」（2007年11月、STILL・POP・ポスター・web）

### 書籍
- Lemonteen plus Vol.5（2005年4月3日、バウハウス）ISBN 978-4778803070
- オムニバス写真集『トーキョースクールガール』（2005年8月、新風舎）ISBN 978-4797478037
- かわいいまとめ髪（2007年12月、ブティック社）ISBN 978-4834726466
- ディズニーファン・別冊フレンド・なかよし（講談社）
- 小学六年生（小学館）読者モデル

### その他
- Every Little Thing『スイミー』
- 学研BOMB 完全無料型アイドルポータルサイト「Bibus」